# Tove Skarstein
Tove Skarstein, född 7 januari 1951, är en norsk diplomat.
Skarstein har avlagt en master of management-examen och har arbetat i utrikestjänsten sedan 1996. Hon var Norges ambassadör i Sofia 2006–2012 och i Budapest 2012–2016. Åren 2016–2019 var hon avdelningsdirektör i Utenriksdepartementet.
Hon mottog Stara Planina-orden av första klass år 2012. År 2013 utnämndes hon till kommendör av Norska förtjänstorden.